# ТГ102
ТГ102 — грузопассажирский двухсекционный тепловоз с гидропередачей, производившийся в СССР в начале 1960-х годов.

## История
Создание тепловоза с гидравлической передачей вместо электрической (к тому времени уже серийно выпускались тепловозы ТЭ3) было продиктовано желанием улучшить ходовые качества машины и снизить стоимость её производства.
Первый тепловоз серии ТГ102 был построен Ворошиловградским тепловозостроительным заводом в 1959 году.
Далее тепловоз выпускался Ленинградским тепловозостроительным заводом.
Этот завод выпустил первый тепловоз серии ТГ102 в октябре 1960 года и строил их в двух исполнениях: с гидропередачами Л60, установленными на тележках, и с гидропередачами Л60, установленными на рамах (серия ТГ102Р).
В 1962 году Ленинградский тепловозостроительный завод построил первый тепловоз ТГ102К, у которого секции кузова выполнены, как несущие конструкции. Переход на несущую конструкцию кузова был осуществлён в связи с наблюдавшимися деформациями обшивки кузова.
Ленинградский тепловозостроительный завод строил тепловозы ТГ102 до 1964 года включительно. Заводом выпущено пять основных разновидностей тепловозов (ТГ102, ТГ102Р, ТГ102Ф, ТГ102ФР и ТГ102К) с восемью различными исполнениями систем управления. Одной из причин выбора этого завода в качестве основного производителя локомотивов данного типа стало то, что в Ленинграде же производились и дизели для ТГ102.
Тепловозы ТГ102 поступили для эксплуатации на Октябрьскую железную дорогу и начали обслуживать как грузовые, так и пассажирские поезда. Некоторое время они также работали и на Прибалтийской дороге.
В конце 1965 года выпустил свой первый магистральный тепловоз ТГ102К−201 Людиновский тепловозостроительный завод, применив на нём ряд новых конструктивных элементов. Однако всего этим заводом было выпущено две таких машины — № 201 и 202.
Номер последней машины в данном случае не совпадает с общим числом выпущенных тепловозов этой серии — всего их было произведено 79.
Столь малое число построенных машин явилось следствием множества проблем, возникших при эксплуатации тепловозов этой серии:
- повышенная шумность
- высокий уровень вибрации
- низкая надежность гидропередач и других узлов
- дизели иногда выходили из строя прямо в пути следования состава

Из-за отсутствия запчастей и низкого качества текущего и, особенно, капитального ремонтов к 1967 году в депо Ленинград-Витебский из 76 тепловозов 21 был неработоспособен. Два локомотива этой серии, переданные на Прибалтийскую дорогу, также быстро были возвращены.
Говорят, ленинградские машинисты дали тепловозам этой серии прозвище  тяпнем с горя сто два раза … Известен факт, что из-за шумности этих локомотивов один из машинистов ТГ102 из депо Ленинград-Витебский доработался до тугоухости и был признан инвалидом по профзаболеванию.
Тепловозы были исключены из инвентаря в период с 1973 по 1984 год.

## Технические данные
- Конструкционная скорость — 120 км/ч.
- Вес в служебном состоянии — 2х82 (для ТГ102К; изначально — 2х84)т.
- Мощность дизелей М756 — 4х820 (для ТГ102К; изначально — 4х1000) л. с.

## Сохранившиеся экземпляры
В Музее железных дорог России в Санкт-Петербурге на Варшавском вокзале экспонируется ТГ102, собранный из первых секций двух локомотивов: ТГ102-153А + ТГ102-169А.